# Csertalakos
Csertalakos is een plaats (község) en gemeente in het Hongaarse comitaat Zala. Csertalakos telt 48 inwoners (2001).

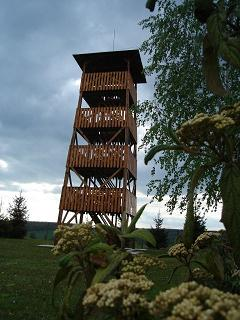
Uitzichttoren in Csertalakos